# ماندالاي باي
ماندالاي باي هو فندق وكازينو يقع في لاس فيغاس ستريب،بارادايس،نيفادا.يحتوي الفندق على 3209 غرفة.